# Karl-Ernst Schottes
Karl-Ernst Schottes (* 21. April 1935 in Düsseldorf) ist ein ehemaliger deutscher Leichtathlet, der sich auf den Hürdenlauf spezialisiert hatte, aber auch im Zehnkampf antrat.

## Biografie
Bereits im Alter von 19 Jahren gewann Karl-Ernst Schottes bei den Deutschen Meisterschaften 1959 die Bronzemedaille über 110 m Hürden. Fünf Jahre später bei den Deutschen Meisterschaften in Stuttgart gelang ihm dies erneut. Im Folgejahr wurde er in der gleichen Disziplin Vizemeister und durfte zu den Olympischen Spielen nach Rom reisen. Dort startete er ebenfalls über 110 m Hürden, schied jedoch im Viertelfinale aus. Insgesamt nahm Schottes an 18 Länderkämpfen für die Bundesrepublik Deutschland teil. Nach seiner aktiven Karriere blieb er der Leichtathletik als Trainer erhalten.